# نوکیا ۳۱۰۰
نوکیا ۳۱۰۰ یک‌نمونه از گوشی‌های تلفن همراه سری ۳۰۰۰ شرکت نوکیا می‌باشد که توسط همین شرکت به بازار عرضه شده‌است.